# Chmelnyckyj
Chmelnyckyj (česky Chmelnický) (ukrajinsky Хмельницький, anglicky Khmelnytskyi, německy Chmelnyzkyj, rusky Хмельницкий a polsky Chmielnicki), do roku 1954 Proskuriv (Проскурів, Płoskirów) je město na západní Ukrajině; leží na horním toku Jižního Bugu v historickém kraji Podolí.
Město je centrem Chmelnycké oblasti, jejíž sídlo sem bylo přeneseno z Kamence Podolského. Chmelnyckým prochází hlavní železniční trať Lvov – Ternopil – Žmerynka – Kyjev/Oděsa a na silnici E50 spojující západní Evropu přes Prahu, Užhorod, Dnipro a Donbas s jižním Ruskem. Chmelnyckyj je jedním z mála měst na Ukrajině, jehož počet obyvatel stabilně stoupá; žije zde přibližně 274 tisíc obyvatel (avšak v roce 1989 to bylo pouze 237 000). Aglomerace města pak tvoří necelých 526 tisíc obyvatel.

## Jméno
Původ jména je po kozáckém vůdci Bohdanu Chmelnickém. Město se do roku 1954 jmenovalo Proskuriv.

## Dějiny
Území, kde se nachází Chmelnický, bylo osídleno již ve starověku. Během vykopávek bylo nalezeno mnoho archeologických nalezišť v okolí města. Zejména na východ od mikroregionu Lezneve – osada s ostatky doby bronzové z doby bronzové 2000 př. n. l. a Scytské doby v 7.–3. století našeho letopočtu[zdroj⁠?!], v sousedství Ozerna byla součástí Polského království. Bylo to královské město.[nenalezeno v uvedeném zdroji]
Město Chmelnytsky má dlouhou historii a jeho původ odkazuje zpět do malé osady Ploskuriv nebo Ploskyrivtsi, jejichž původ není znám. První spolehlivá zmínka o Ploskurivovi (Ploskyrovec) je obsažena v privilegiu uděleném litevským velkovévodou a polským králem Vladislavem I. Jagellonským během války s dalším uchazečem o velkovévodský trůn – Svydrygail Olherdovych. Podle záznamu: 10. února 1431 vyrobeného v Sopotech napsal Vladislav Janu Chanstulovskému, že může za 100 hřiven právo vlastnit vesnice Golysyn (nyní vesnice Oleshyn, v okrese Khmelnytsky) u Ploskuriva na jižní straně řeky Buh, v Litevské oblasti Podolsk („… super villis Holissin et Ploskir o wcze super fluvio Boh iacentu in terra Podoliensi et districtum Latichoviensi sitas“).

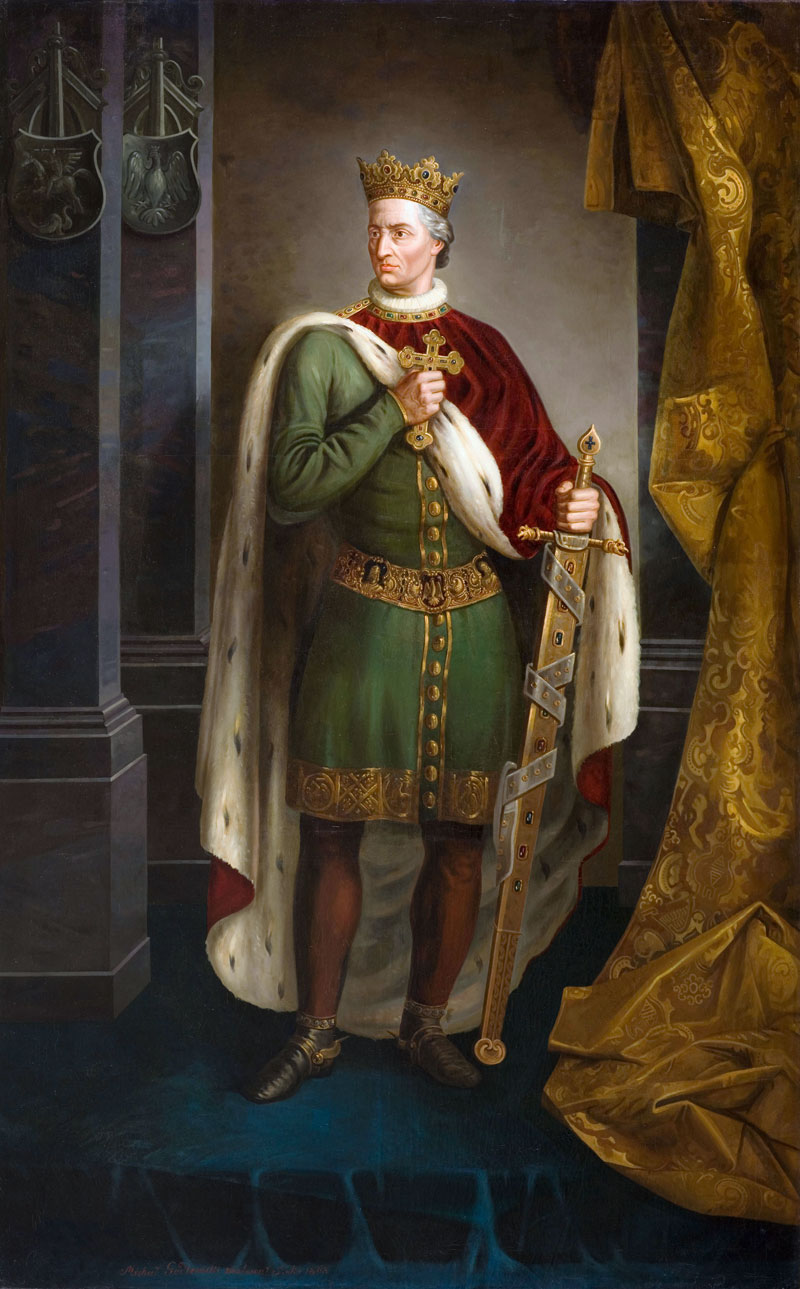
Vladislav Jagellonský

Tato nejstarší písemná zmínka o Chmelnicku byla uvedena do oběhu díky výzkumu historiků, které v 90. letech vedl Mykola Petrov jako profesor na univerzitě v Kameneci Podolském s odkazem na historika z 19. století. Michail
Orlovský vyjádřil názor na existenci Ploskirova ve 30. letech 14. století, ale přesné datum neuváděl. Informace o existenci Ploskirova v letech 1434–1464 bylo také s odkazem na dokumenty tzv. litevské Metriky. Po obdržení kopií vědci souhlasili se současným uvedením nalezených dokumentů do vědeckého oběhu, což bylo provedeno v roce 2004.

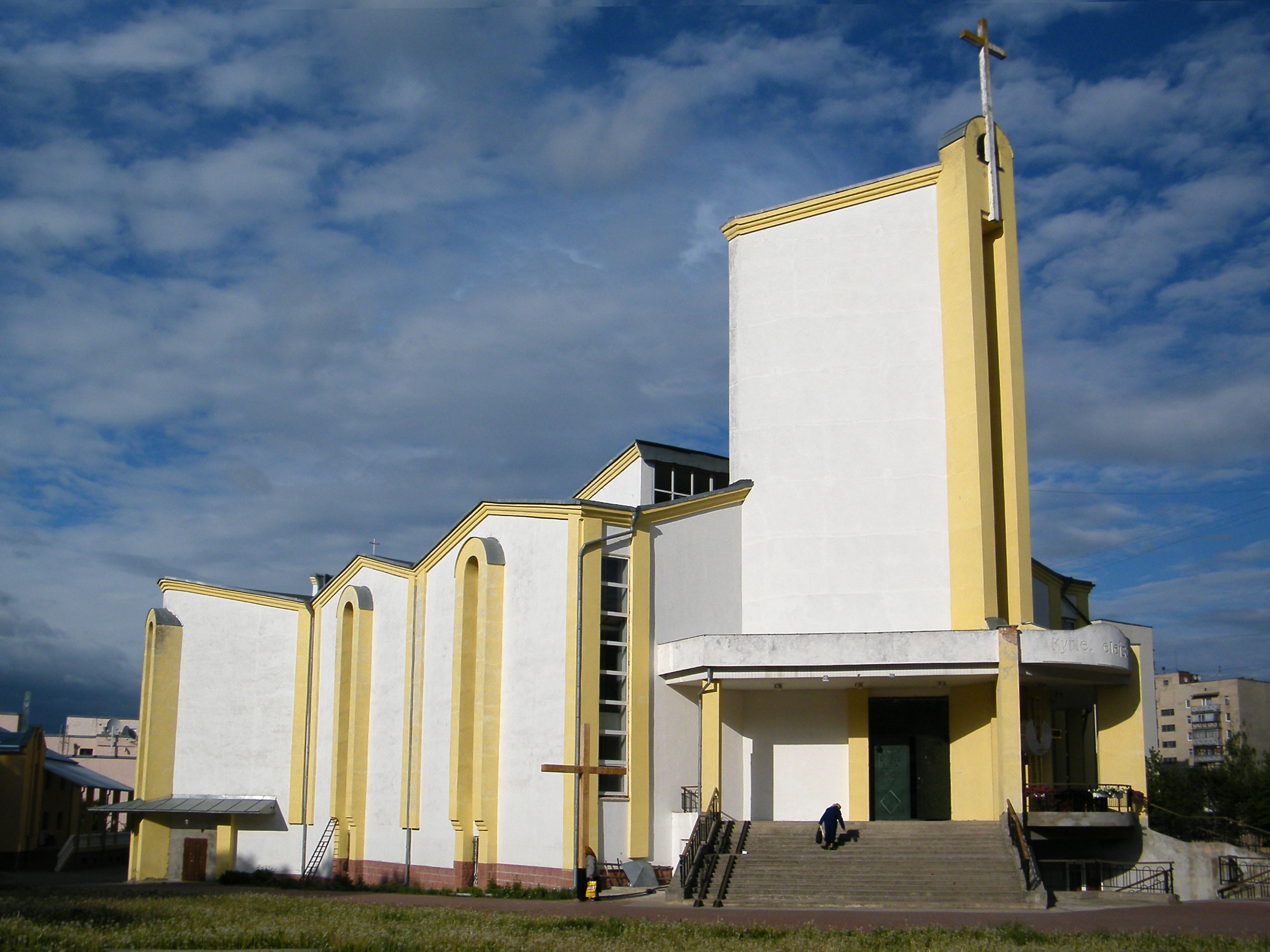
kostel sv. Krista.

### Ploskiriv jako součást království Jagellonců (Polsko – Litevského společenství) a Osmanské říše
Za vlády Vladislava III Varnenčika (1434–1444) se objevuje nová zmínka – je zde potvrzeno právo vlastnit osadu, která již byla pojmenována Ploskiriv/Ploskirov – Ploskirów – Ploskiriv – Ploskuriv.
Zikmund II. Augustus
26. března 1547 dal polský král Zikmund II. Ploskuriv doživotně starému muži z Kamence Podolského a to Maceji Wlodkovi. Věnoval značnou pozornost posílení stávajícího opevnění a budování nových opevnění v územích Ukrajiny a Litvy pod jeho kontrolou. Ploskiriv označil za důležitý strategický bod na Litevské Ukrajině. Úspěšná geografická poloha Ploskirova měla velký význam pro jeho další rozvoj a stavbu hradního opevnění, která byla v té době základem pro přežití obyvatelstva během útoků Tatarů.
Přítomnost hradu přispěla i k transformaci Ploskiriva v 60. až 80. letech. 16. století do městského osídlení. V roce 1566 byla snaze Macieje Wlodka Ploskiriva udělena magdeburská práva.
Během Chmelnického povstání v letech 1648–1654 se Ploskiriv a jeho okolí pod vedením Bohdana Chmelnyckého opakovaně ocitli ve středu bojů kozáckých a polských vojsk. Město opakovaně přecházelo z ruky do ruky nepřátelských stran, přičemž utrpělo velké ztráty jak polských vojsk, tak i kozáckých a povstaleckých jednotek, v důsledku čehož bylo město úplně zpustošeno a téměř zničeno.
V roce 1672 byl Ploskiriv, stejně jako celé Podolí, obsazen Osmanskou říší. Ploskiriv se stal centrem samostatného kraje, který byl podřízen Mezhibizh Sandzak z Kamence Podolského.
V roce 1699 Turci opustili Podolí. Ploskirow znovu přešel zpět do Polsko-Litevské unie a vrátil se do držení pána Zamoyski. Ploskirovova se ukázala být zcela zdevastovaná, nejen vojsky ale i v souvislosti s tím, když Zamoyští přemisťovali rolníky z polského Mazovska a Mazurské jezerní oblasti. Tím se v Ploskurivu a okolních vesnicích (Hrechana, Zarichchya, Sharovechka) objevili „Mazury“, jejichž potomci tvořili základ katolické populace těchto končin a celého kraje Podolí od roku cca 1750.
Podle sčítání lidu z roku 1789 bylo v Ploskirivu 184 židovských usedlostí, 96 měšťanských a 126 sedláckých usedlostí a příjem z města dosáhl 24 138 zlotých. Vesnice Hrechany, Šarovečka, Matskivtsi, Zarichchya, Oleshyn, Ivanivci a Lezniv patřily Zamoyským. Populace Ploskirova měla 2,5 tisíce lidí, přístav, nemocnici pro chudé, zmrzačené a bezdomovce, byla zde tkalcovna (do poloviny 80. let 20. století), společné obchody bednářů a kovářů, kožešníků a krejčích, jako stejně jako ševci.

### Ploskiriv jako součást Ruské říše a jeho přejmenování

#### Přejmenování Ploskiriva na Proskuriv (nebo i Ploskiriv)

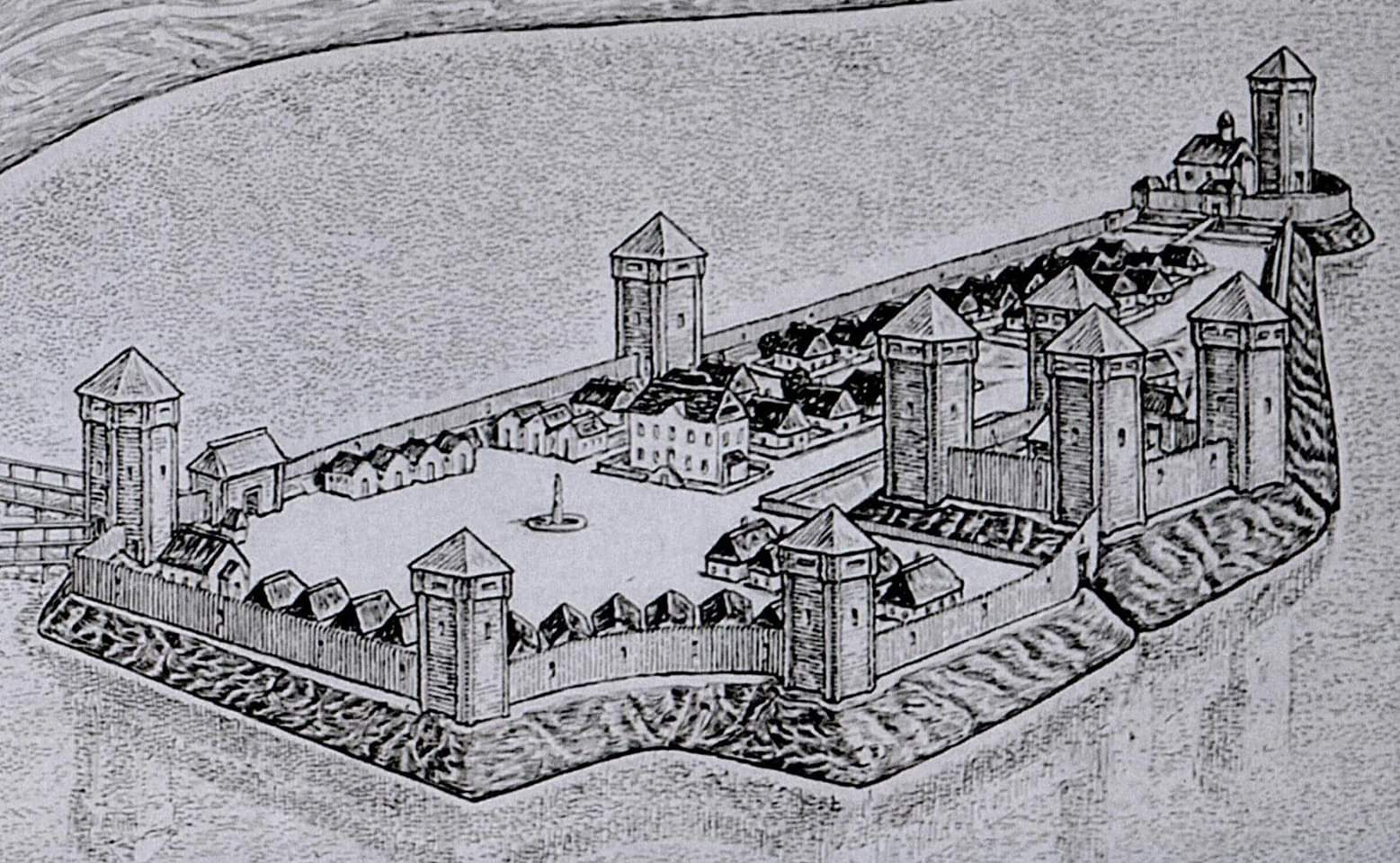
Ploskirivksý zámek

5. července 1795 byla provincie Podolsk (Podolí) vytvořena jako součást Ruského impéria a jeden z jejích krajů se stal známým jako Proskurivsky s centrem ve městě Proskurov. Právě v tomto císařském dekretu o zřízení provincie se poprvé objevilo jméno Proskiriv. Mimochodem, dekret o přejmenování Ploskiriva na Proskuriv nebyl nalezen.
V roce 1806 bylo v Proskurově 487 domů, z nichž pouze jeden byl kamenný, 68 dřevěných a 7 kamenných obchodů, 2 mlýny, řecko-ruský kostel, katolická kaple a dvě židovské školy. Aukce se konaly každý týden, v pátek a neděli, a počet veletrhů se zvýšil na 14 ročně. Počet obyvatel města je 2022. V roce 1870 byla uvedena do provozu železniční trať Zhmerynka – Proskuriv – Volochysk. Na východním okraji města byla postavena železniční stanice a nádraží.
Stavba železnice přispěla k intenzivnímu rozvoji města. Na přelomu 19. a 20. století byly uváděny do provozu velké průmyslové podniky (tabáková továrna, cukrovar, slévárna železa, cihly, pivovary), domy, obchody, obchody, stavějí dlažební kostky, otevírají se nové vzdělávací instituce (skutečná škola a ženská tělocvična, obchodní škola), divadlo (1892), knihovna (1901), položena telefonní síť (1909) a objevena elektřina (1911). Počet obyvatel města vzrostl téměř 5× a v roce 1909 činil 36 tisíc obyvatel. V tomto období se určuje hlavní směr v ekonomickém rozvoji města – na počátku 20. století se Proskuriv stal největším nákupním centrem v podolské provincii s ročním obratem 5,5 milionu rublů. Pouze z nádraží města každoročně odjel 3, Přišlo 1 milion nákladních lodí a 6,9 milionu nákladních lodí. Obchodní a úvěrové instituce města sloužily velkému regionu. Proskuriv hrál zvláště důležitou roli v obchodu s obilím.
Druhým faktorem, který přispěl k rychlému rozvoji města, bylo umístění vojenských jednotek v Proskurově a vytvoření velké vojenské posádky, což bylo dáno výhodnou strategickou polohou města poblíž státní hranice. Od roku 1875 byl v Proskurově umístěn 46. pěší pluk Dněpru, od roku 1889 – 35. belgický pluk dragounů (Uhlan), od roku 1894 – 12. dělostřelecká brigáda a 19. jezdecká dělostřelecká brigáda. Na začátku 20. století.[ujasnit] Proskuriv se stal velitelstvím 12. kavalérie a 12. pěší divize, které zahrnovaly výše uvedené pluky. Pro nasazení vojenských jednotek byla v Proskurově postavena dvě vojenská města.
Se začátkem první světové války (srpen 1914) se stal Proskuriv frontovým městem. V této době se sem přestěhovalo mnoho známých velitelů ruské armády, včetně velitele 8. armády jihozápadní fronty generála Alexeje Brusilova.
S přítomností velkého počtu carských vojáků ve městě došlo k mnoha finančním a sociálním problémům. Ke stabilizaci finanční situace se tehdejší starosta uchýlil k zavedení vlastních bankovek. Na jedné straně zákona byl podpis ředitele městské banky Proskuriv, na druhé straně – Mykola Sikora. Všechny bankovky byly opatřeny osobním podpisem starosty a nápisem „Proskurivská městská banka musí vyměňovat poukázky za veřejné peníze, aniž by byla omezena jejich částka.“ Tyto bankovky byly v oběhu v letech 1918–1920 a přispěly ke snížení zátěže odpisů veřejných peněz, která na obyvatelích leželo v poměrně obtížném období.

### Proskuriv v osvobozovacím boji Ukrajinců, bolševická okupace
Během boje ukrajinského lidu za rozvoj samostatného státu v letech 1917–1921 hrál Proskuriv roli významné bašty Ukrajinské lidové republiky (UPR) a v letech 1919–1920 byl ve středu výše uvedeného Události. Vláda Ukrajinské lidové republiky a Directory navštívili město třikrát (březen, listopad 1919, červen 1920). Během těchto let předseda ústřední rady Mychajlo Hruševskij, předseda rejstříku, hlavní ataman Simon Petliura, velitel ukrajinských sichských střelců Jevhen Konovalec, známí vládní úředníci a politici Ukrajinské lidové republiky Serhiy Ostapenko, Borys Martos a Isaac Mazepa navštívili Proskuriv.a další. V roce 1919, jako voják armády UPR, zůstal ve městě nějaký čas budoucí spisovatel a básník Volodymyr Sosyura, o kterém se zmiňuje v románu Třetí společnost. V únoru 1919 se ve městě uskutečnil proskurovský pogrom, známý jako snad největší židovský pogrom během sovětsko-ukrajinské války (1200 obětí).
V prvních letech sovětské vlády (od roku 1923) se Proskuriv stal okresním centrem. Ve městě sídlilo velitelství a související jednotky 1. jezdeckého sboru červených kozáků, mezi něž patřila 1. záporožská divize červených kozáků (Proskuriv) a 2. černihivská divize červených kozáků (Starokostiantyniv). Sboru veleli V. Primakov, O. Gorodovikov, M. Demichev a další.
Když sovětské úřady vyvolaly na Ukrajině hladomor v letech 1932–1933, zemřelo nejméně 786 obyvatel, z toho asi 120 na polích s pohankou.
V září 1938 pracoval ve městě filmový štáb vedený klasikou ukrajinského kina Oleksandrem Dovženkem, který zde natáčel epizody filmu „Šchors“.

### Proskuriv během druhé světové války

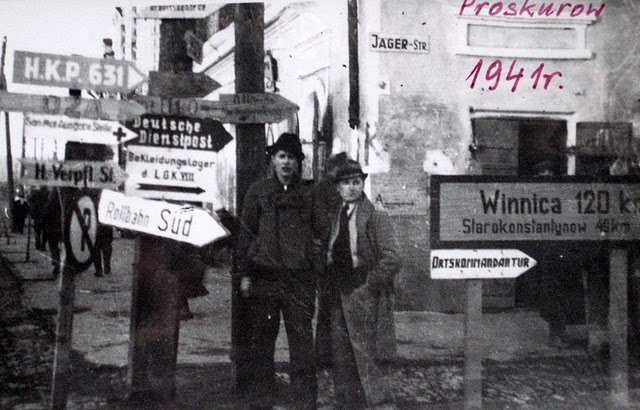
Za druhé světové války

8. července 1941 bylo město obsazeno německými jednotkami. 1. září 1941 se Proskuriv stal správním centrem stejnojmenného okresu jako součást obecného okresu Volyn-Podolí. Ve stejné době působilo ve městě během okupace partyzánské hnutí odporu. 14. prosince 1941 bylo ve městě založeno proskurivské ghetto. To zahrnovalo židovské oblasti města, které byly oploceny ostnatým drátem z Jižní Buhu na ulici Kamjanecko do ulice Podolsk a přes ni do vnější části Jižního Buhu. Dnes je to centrální část města. Také na severovýchod od Proskurova bylo vytvořeno ghetto s názvem Lezne. V té době byla Lezne samostatnou vesnicí (od roku 1963 je to jedna z městských částí). Civilní obyvatelstvo města, které bylo v ghettu, bylo většinou nuceno pracovat na stavbě a opravách dálnice Proskuriv – Vinnycja. Bylo umístěno v bývalých stájích JZ na východním okraji obce. 500–600 metrů od ní nacisté od roku 1942 prováděli masové popravy Židů nejen v Leznevském, ale také v Proskurovském ghettu. V současné době je to místo, kde je zahynulo téměř 9 000 lidí připomínáno pamětní cedulí.
Na začátku října 1942 byli obyvatelé Proskurivského ghetta popraveni. 30. listopadu 1942 byli také zastřeleni vězni obou židovských pracovních táborů.
Spolu s místními Židy byla v Proskurově zastřelena židovská populace okolních vesnic: Mykolayiv (800 lidí bylo zastřeleno), městečko Chorný Ostrov (1172 lidí bylo zastřeleno), Felštín a další obce.
Celkem 9 500 Židů, neboli 58 procent židovské populace města, zemřelo z rukou nacistických okupantů.
V lednu 1942 byl v Proskurově založen koncentrační tábor Stalag 355, který fungoval až do listopadu 1943. Objev míst hromadného vyhlazování sovětských občanů a válečných zajatců začal bezprostředně po osvobození města. Existovala mimořádná státní komise pro vyšetřování zločinů nacistických útočníků. Členové komise provedli průzkum mezi velkým počtem očitých svědků, svědků událostí a identifikovali tato místa.

#### Místa hromadných poprav obyvatel města
- Na území vojenského města Rakove, které se nachází ve vzdálenosti pěti kilometrů od města. Na skládkách za městským hřbitovem (jihozápadní část města). Ve vzdálenosti dvou kilometrů východně od Proskurova, v paprsku, který se nachází mezi Vinnycja a Starokostiantyniv dálnice (za městským autobusovým nádražím a arboretem ).
- V rokli za vesnicí Lezneve (7 km východně od Proskurova po dálnici Vinnycja).
- 2 km východně od Proskurova na Vinnycské magistrále existoval koncentrační tábor pro civilisty, který okupační úřady vyslaly za prací do Německa.[3]

Členové pohotovostní komise na základě činů zjistili, že během války okupační orgány zabily ve městě a v koncentračním táboře 65 tisíc válečných zajatců a popravili 81 tisíc civilistů z okolních měst a obcí (z toho nejméně 9500 židů).
25. března 1944 obsadily město jednotky 1. ukrajinského frontu pod velením maršála SSSR Georgije Žukova. Svědkem toho byl anglický spisovatel James Aldridge, který byl tehdy zahraničním vojenským zpravodajem. Ve své zprávě tehdy vyjádřil své dojmy z bitev o město.

### Studená válka a Chmelnicky
Během studené války, v roce 1956 se stalo město regionálním centrem pro trvale nasazená vojska (17. pěší gardová divize), a v letech 1961–64 jednotky 19. divize 43. raketové armády sovětských vojsk. Od této doby jsou bojové pozice mezikontinentálních balistických raket rozmístěny poblíž Chmelnického a v regionu. Významnou událostí, která doplňuje vojenskou stránku historie města, bylo založení "Chmelnického vysoké školy velení dělostřelectva" v roce 1970, na jejímž základě byla v 90. letech založena jediná vysoká škola tohoto typu v zemi: "Bohdan Chmelnický – Národní akademie Státní pohraniční služby Ukrajiny". Po skončení studené války byly v rámci rusko-amerického programu (pojmenovaného po amerických senátorech Nunn–Lugar), odstraněny všechny jaderné střely v zemi, zejména v Chmelnickém kraji.

### Nezávislá Ukrajina

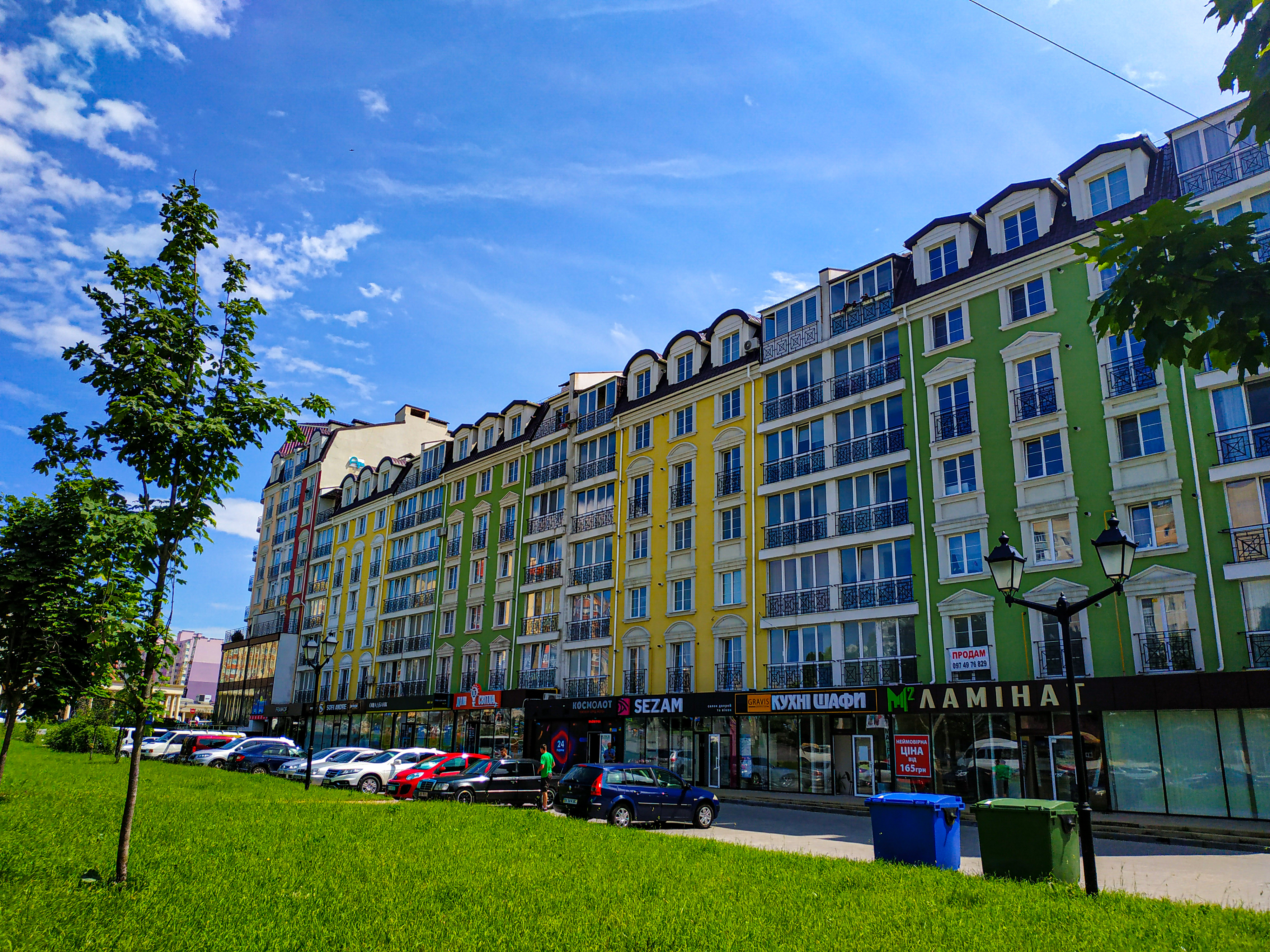
ulice "Панаса Мирного"

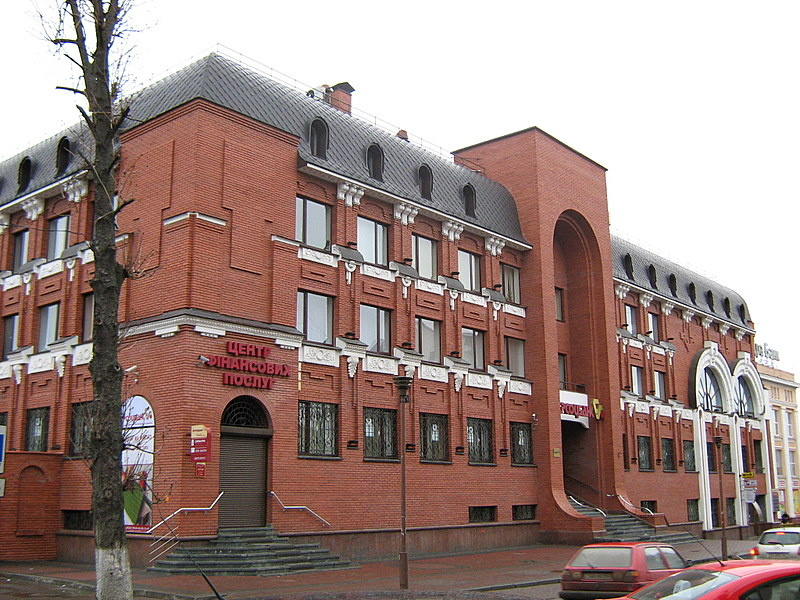
Bankovní dům

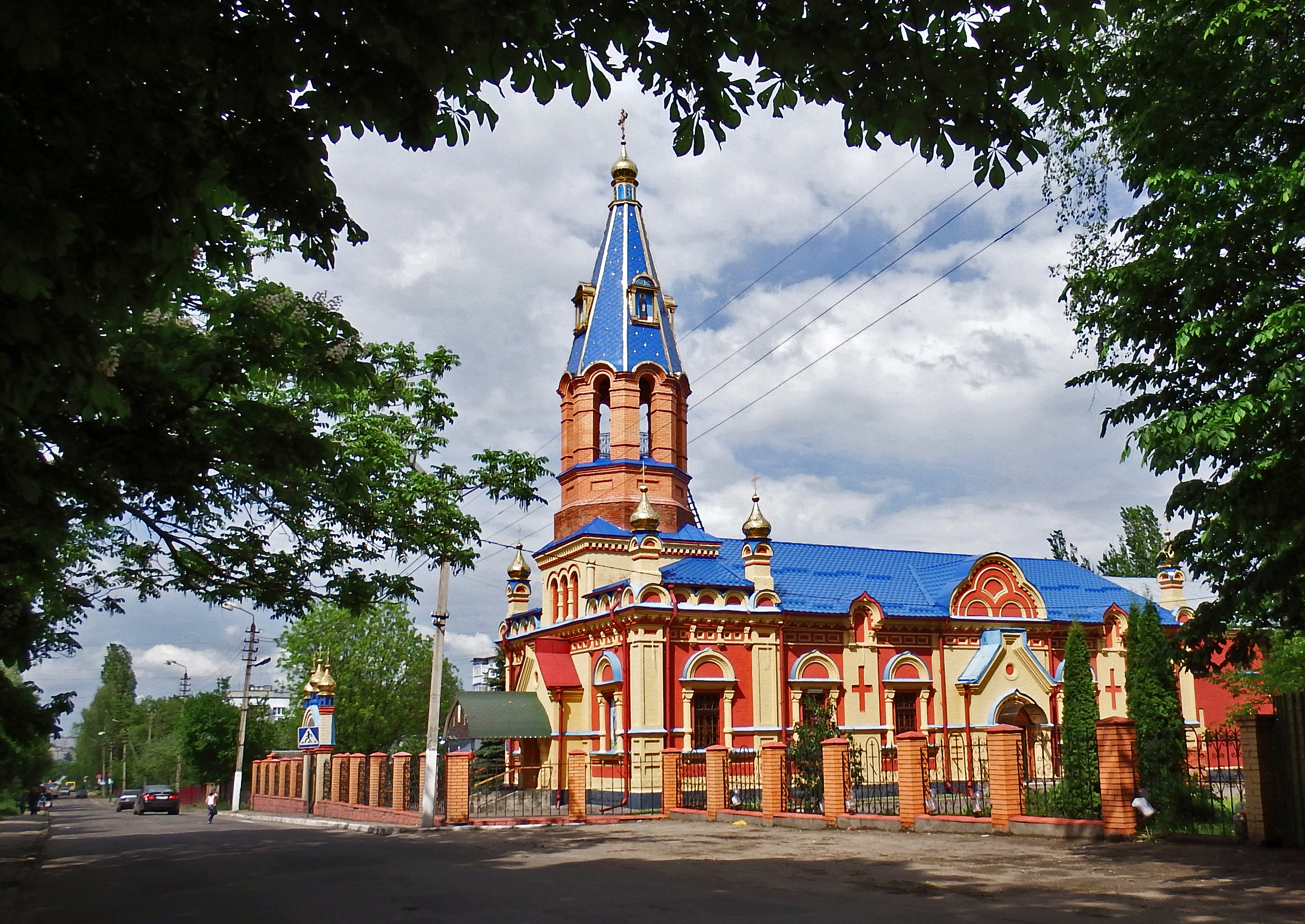
Kostel sv. Ondřeje

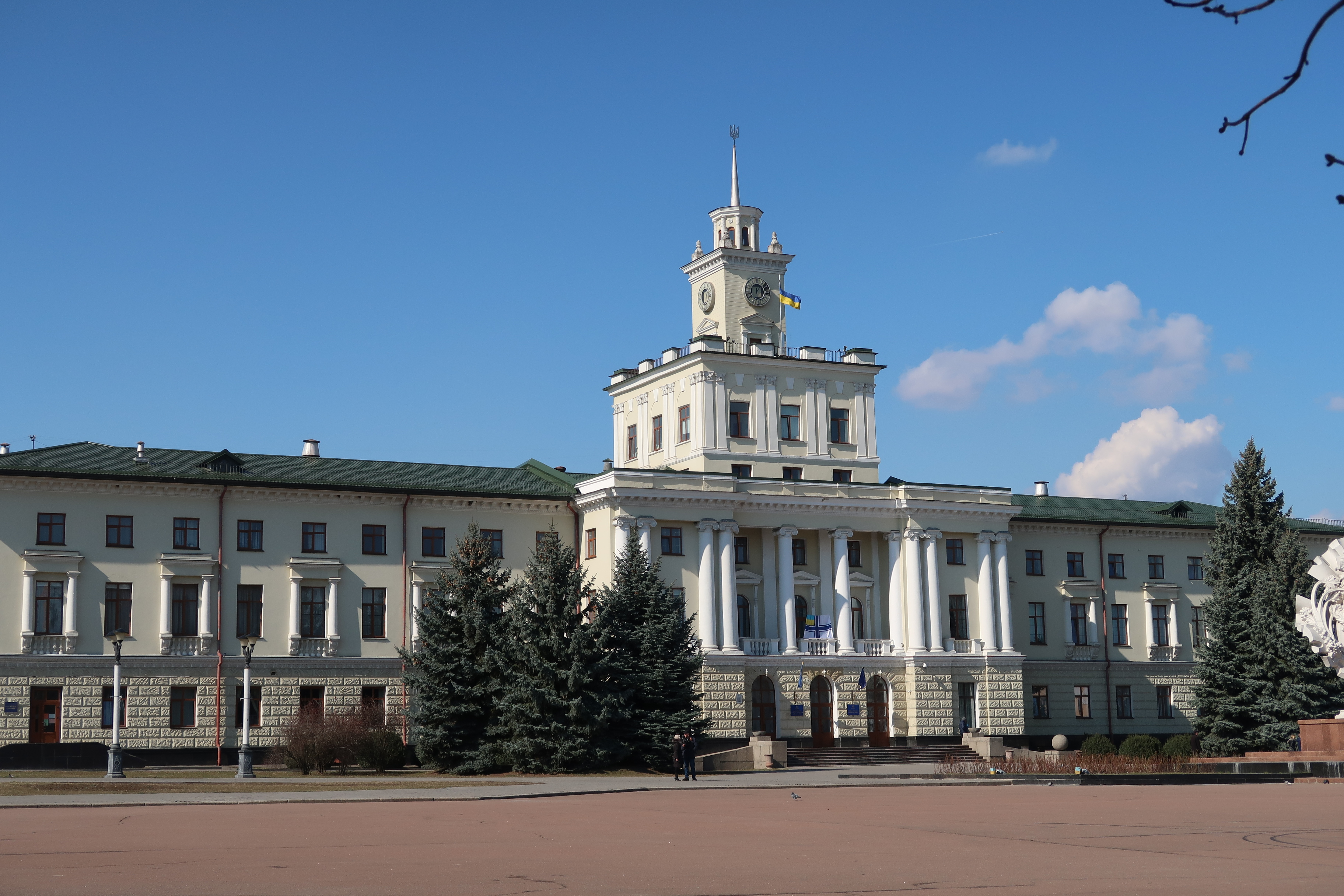
centrum města

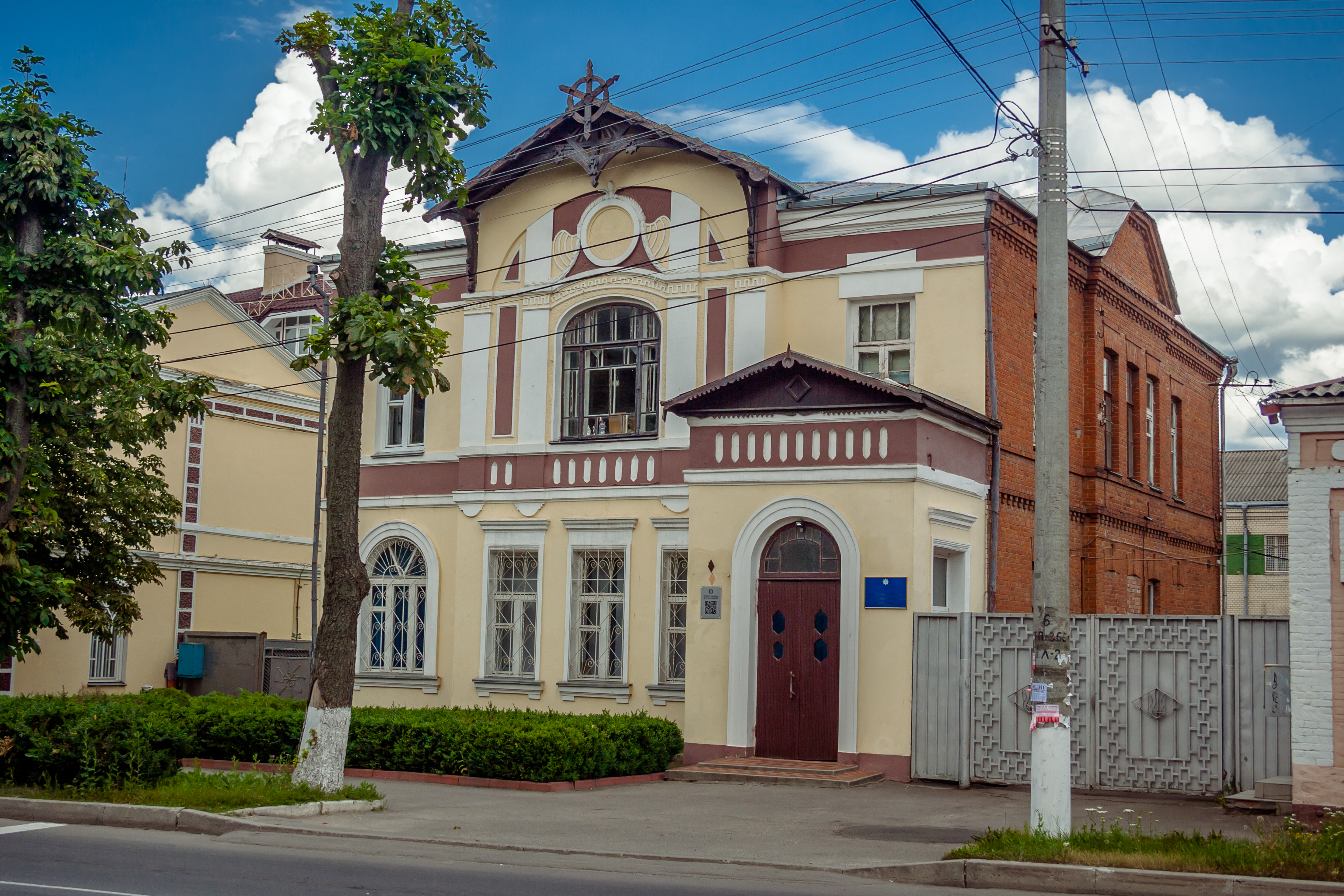
ulice Hruševského

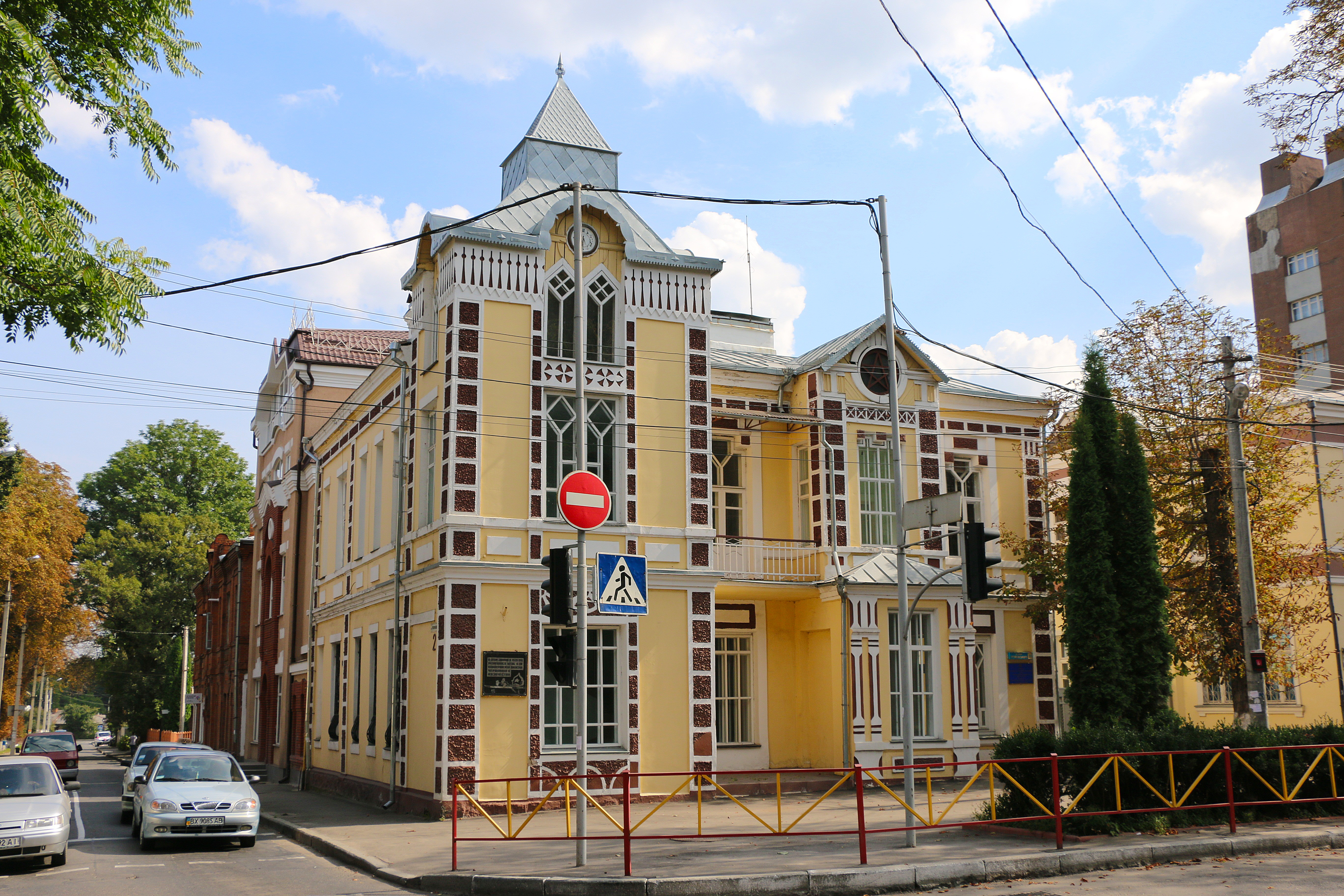
ulice Hruševského 2

V roce 1991 město Chmelnicky podporovalo vyhlášení nezávislosti Ukrajiny. V "nové době" si i v zásadně odlišných hospodářských podmínkách dokázalo město udržet hospodářský rozvoj.

#### Bazar Ukrajiny
V té době se Chmelnický stal jedním z největších nákupních center ve východní Evropě – byl vytvořen celý tržní komplex, který se rozkládá na ploše více než 21 hektarů a zahrnuje 24 nezávislých trhů.
Městu se někdy přezdívá „Bazar Ukrajiny“.

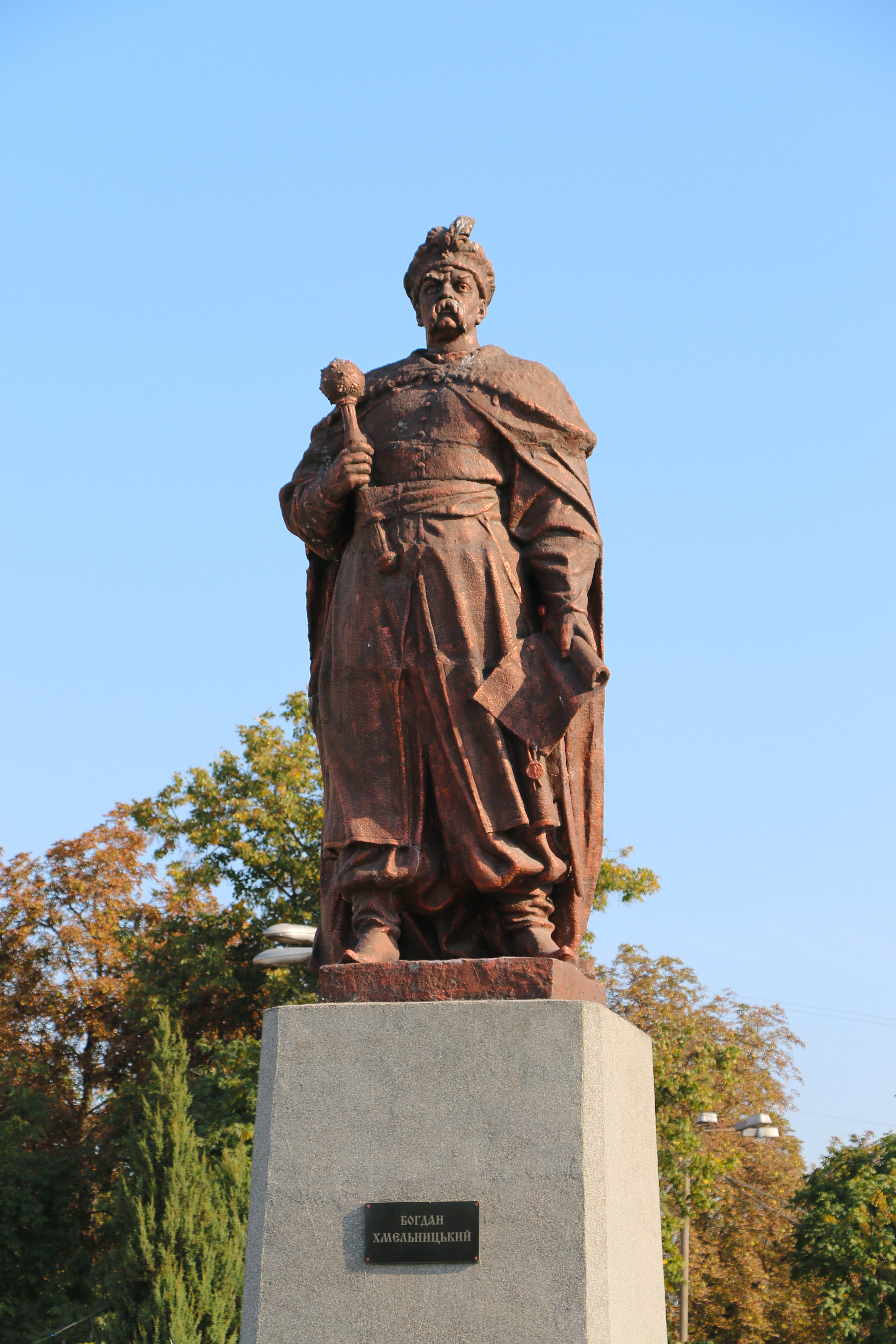
Památník Bohdana Chmelnického

## Obyvatelstvo
Od roku 1994 je jedním z 80 měst Ukrajiny s trvalým přírůstkem obyvatelstva, zejména na základě přirozeného přírůstku.
Národní složení města Chmelnický podle sčítání lidu z roku 2001:
- 88,6 % – Ukrajinci
- 7,1 % – Rusové
- 2,0 % – Poláci
- 0,7 % – Bělorusové
- 0,6 % – Židé

## Školství
Podle výzkumu IRI v roce 2018 se mezi regionálními vzdělávacími institucemi umístilo město na šestém místě v rámci hodnocení centra pro kvalitní vzdělání Ukrajiny. Město je navíc na třetím místě v kvalitě stupeň školního vzdělání a druhý na Ukrajině ve kvalitě předškolního vzdělávání.

### Vysoké školy
Státní/veřejné
- Chmelnycká národní univerzita
- Chmelnycká univerzita managementu a práva[6]
- Chmelnický institut družstevní obchodně-ekonomický[7]
- Lvovská polytechnická národní univerzita v Chmelnickém[8]
- Doněcká národní univerzita Vasyla Stuse v Chmelnickém[9]
- Chmelnický institut sociálních technologií[5]

Soukromé/privátní
- Khmelnytskyi Professional College of Trade and Economics[10]
- Khmelnytskyi Economic University[5]
- PJSC – Interregional Academy of Personnel Management[11]

## Náboženství

### Ortodoxní

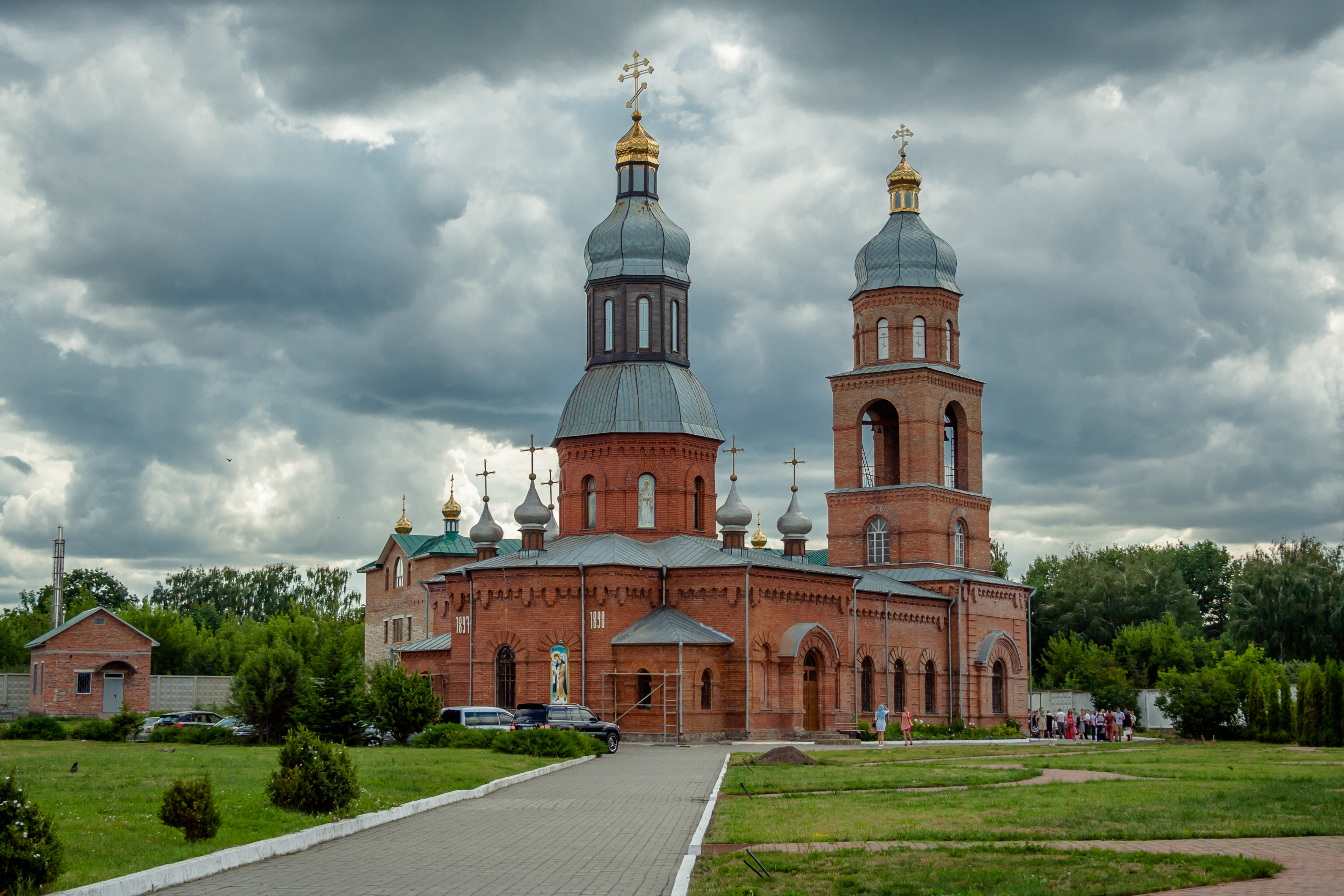
kostel sv. Jiří

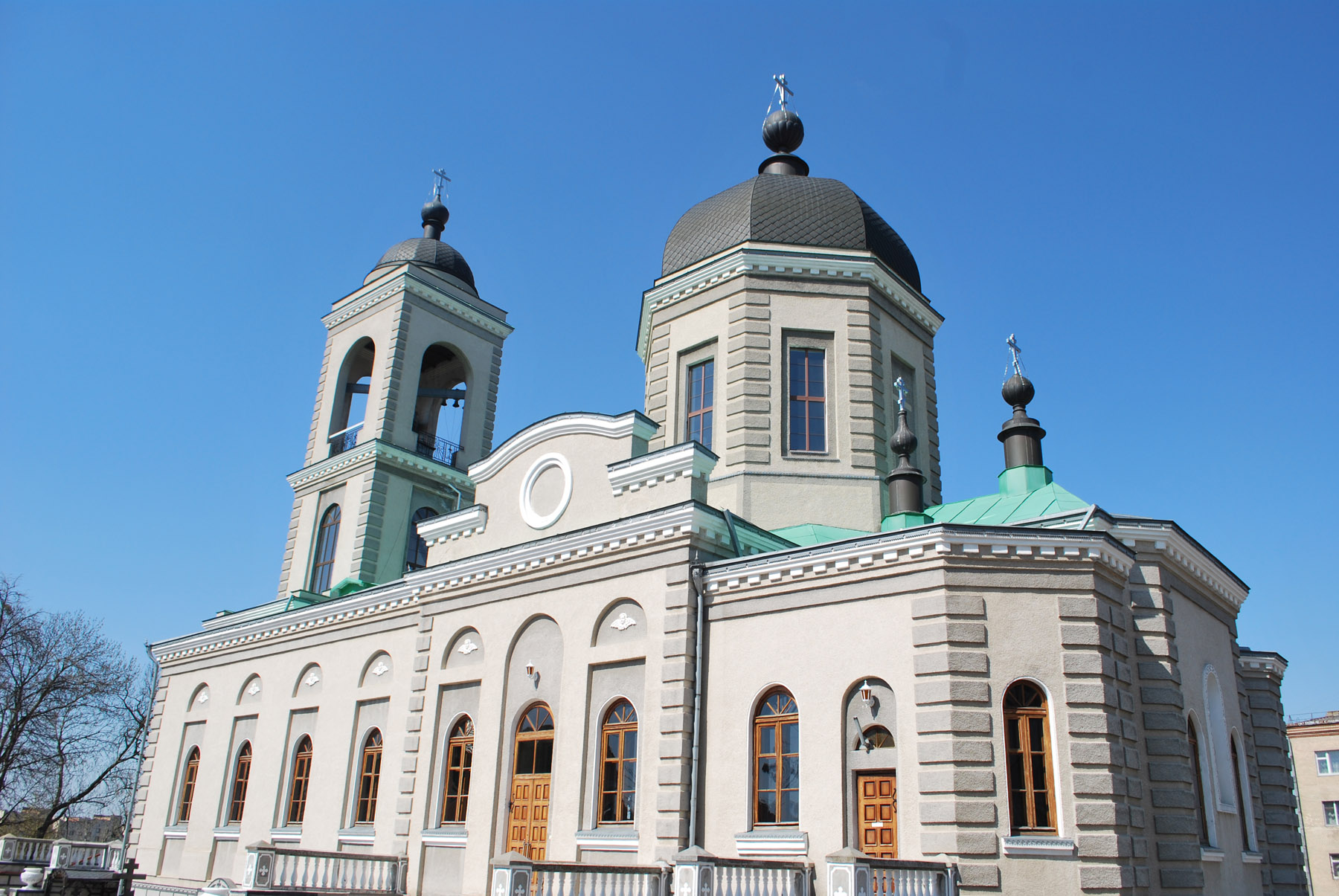
Katedrála

- Katedrála Narození Panny Marie
- Kostel sv. Anny
- Katedrála sv. Přímluvy
- Kostel sv. Jiří

### Judaismus
- Synagoga v Chmelnickém – znovuobnovená v roce 2011, nese název Synagoga řemeslníků

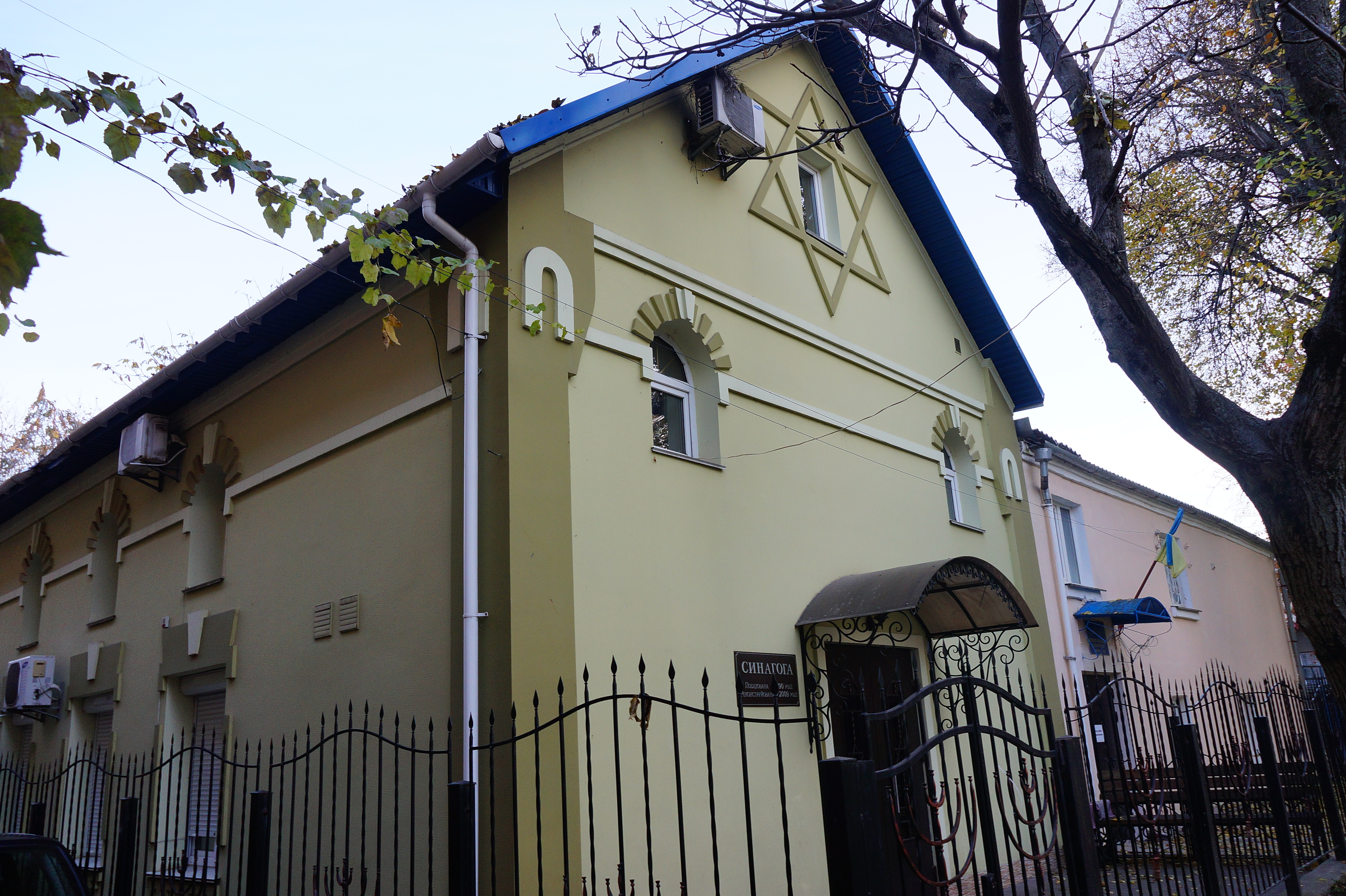
Synagoga řemeslníků

Synagoga od svého založení v roce 1890 sloužila jako komunitní středisko pro židovské obyvatelstvo ve městě. Kolem synagogy vznikla židovská čtvrť, ale s příchodem komunistického režimu na Ukrajině byla synagoga zrušena a v budově byla vytvořena škola gymnastiky pro děti a mládež. Přestože byla budova pod ochranou místních úřadů, byla na počátku roku 1990 vyhlášena jako staticky nevyhovující. Díky aktivistům místní židovské komunity byla budova vrácena jejím původním vlastníkům, opravena a v roce 2009 se konalo její slavnostní znovuotevření.

### Římskokatolické
- Římskokatolická farnost Krista Krále vesmíru

## Doprava

### Autobusová doprava
Před více než 80 lety se poprvé prodávaly autobusové jízdenky. "Občané!" Kupme si jízdenky, zaplaťme za cestování“ – poprvé zaznělo v Proskurově 7. listopadu 1929, v den, kdy město zahájilo pravidelnou autobusovou dopravu.[zdroj?]

### Proskurivská tramvaj
V roce 1899 byl proskurovský obchodník David Volkovych Nirenberg při podnikání v Žitomiru náhodou svědkem otevření tramvajové dopravy v tomto městě. Tato událost zapůsobila na obchodníka nezapomenutelným dojmem a okamžitě se zapálil pro myšlenku vytvořit tramvajovou dopravu v jeho rodném Proskurově.
V té době však o tramvaji nemohlo být ani řeči, protože město nemělo žádnou elektrickou síť ani elektrárnu. Obchodníka Nirenberga však myšlenka tak fascinovala, že postupně vytvořil „Plán výstavby městské elektrické železnice“ a jako vlivný muž (zabývající se poměrně lukrativním obchodem – velkoobchodem s cukrem a tabákem) začal tlačit na městské úřady, aby urychlily elektrifikaci.
Na jaře roku 1910 vyhlásila městská rada soutěž na instalaci elektřiny ve městě. Soutěže se zúčastnily projekty od čtyř jednotlivců, včetně Nirenberga. Na rozdíl od jiných pouze ve svém projektu samostatnou položkou navrhl, že po výstavbě elektrárny a osvětlení ve městě se ujme výstavby tramvajové doporavy v Proskurově. Existovala dokonce plánovaná trasa, po které by musely být položeny tramvajové koleje: Kamyanets'kyi Pereizd (Philharmonic District) – sv. Kamjanecka – ulice Oleksandrivska (nyní Proskurivska) – odbočka podél Starobulvarny (nyní Svobody) – ulice Velyka Vokzalna (nyní Ševčenko) je železniční stanice. V soutěži však městské úřady upřednostnily projekt inženýra Rabinoviče, který počítal s výstavbou centrální elektrárny, položením osvětlovací sítě a připojením všech zúčastněných spotřebitelů elektřiny. Převládal obyčejný pragmatismus – koneckonců Rabinovič nabídl řadu výhod pro osvětlení městských ulic a pro rozpočtové instituce (bezplatné osvětlení radnice, městské zahrady, veřejné knihovny atd.). Během hlasování se nikdo ani nezmínil o vyhlídce na tramvaj.

### Železniční doprava
V roce 1870 došlo k významné události v historii Proskurova, která významně ovlivnila další rozvoj města – byla dokončena stavba železniční trati Zhmerynka – Proskuriv – Volochysk. Současně s výstavbou stanice byla postavena železniční stanice, která okamžitě zaujala prominentní místo v životech Proskurivců. Během války v letech 1941–1945 byly staniční budovy (včetně nádraží) významně poškozeny a v poválečných letech vyvstala otázka výstavby nového nádraží. V letech 1951–1952 byla tedy první stanice zbourána a na jejím místě byla postavena nová. V roce 1984 proběhla další kompletní rekonstrukce stanice a nástupišť vlakového nádraží.
Důležitou roli v dopravní infrastruktuře města hrají železniční zastávky, které odlehčují centrální stanici od přeplnění lidí. Lidé z předměstí dojíždějí za prací do města a vystupují na železničních zastávkách, které se nacházejí podél železničních tratí vedoucích ze západu na východ.
Městské zastávky vlaku:
- Řecká
- Říční trh
- Kamenský přejezd
- Chmelnický-Pasáž
- Rakove

### Letiště
Regionální letiště pochází ze sovětských dob z roku 1984. Od roku 1991 mělo využití pouze jako vnitrostátní, ovšem s velkou betonovou ranvejí. Byl založen klub pro sportovní létání a škola pro letce.
V roce 2015 byl oznámen plán rekonstrukce letiště. Stavba měla být zahájena v červnu 2015, letiště však z neznámých důvodů nebylo rekonstruováno. V roce 2018 se letiště konečně začalo zbavovat stromů a keřů, které zde vyrostly během zpustošení. Od dubna do června bylo vyčištěno celkem 80 hektarů celého letiště. Rovněž se řeší otázka obnovení dodávek elektřiny na letiště, které je bez elektřiny deset let.
V březnu 2019 proběhly zkušební lety malých letadel. Vedení letiště považuje za realistické obnovit provoz letiště, které vyžaduje rekonstrukci vzletové a přistávací dráhy a projít certifikací letiště. Správa plánuje získat prostředky na rekonstrukci od investorů, v roce 2020 podala žádost o kontrolu pozemní dráhy za účelem zjištění nedostatků.
Chmelnicky letecký podnik "Podillya-Avia" byl založen v souladu s rozhodnutím představenstva Ministerstva dopravy Ukrajiny č. 84 ze dne 18. března 1998. OJSC "Khmelnytsky Air Enterprise" Podillya-Avia byla zřízena vyhláškou Fondu státního majetku Ukrajiny № 11-AT ze dne 26. května 2000.

## Sport
Město Chmelnický vlastní 3 městské dětské a mládežnické sportovní školy, které provozují různých 9 sportů. Ve městě se nachází 418 sportovních zařízení. Tělesné kultuře a sportu na alespoň poloprofesionální úrovni se v Chmelnickém věnuje více než 20 000 lidí, z toho asi 9 500 v oddílech CYSS a jiných sportovních klubech.

### Fotbal

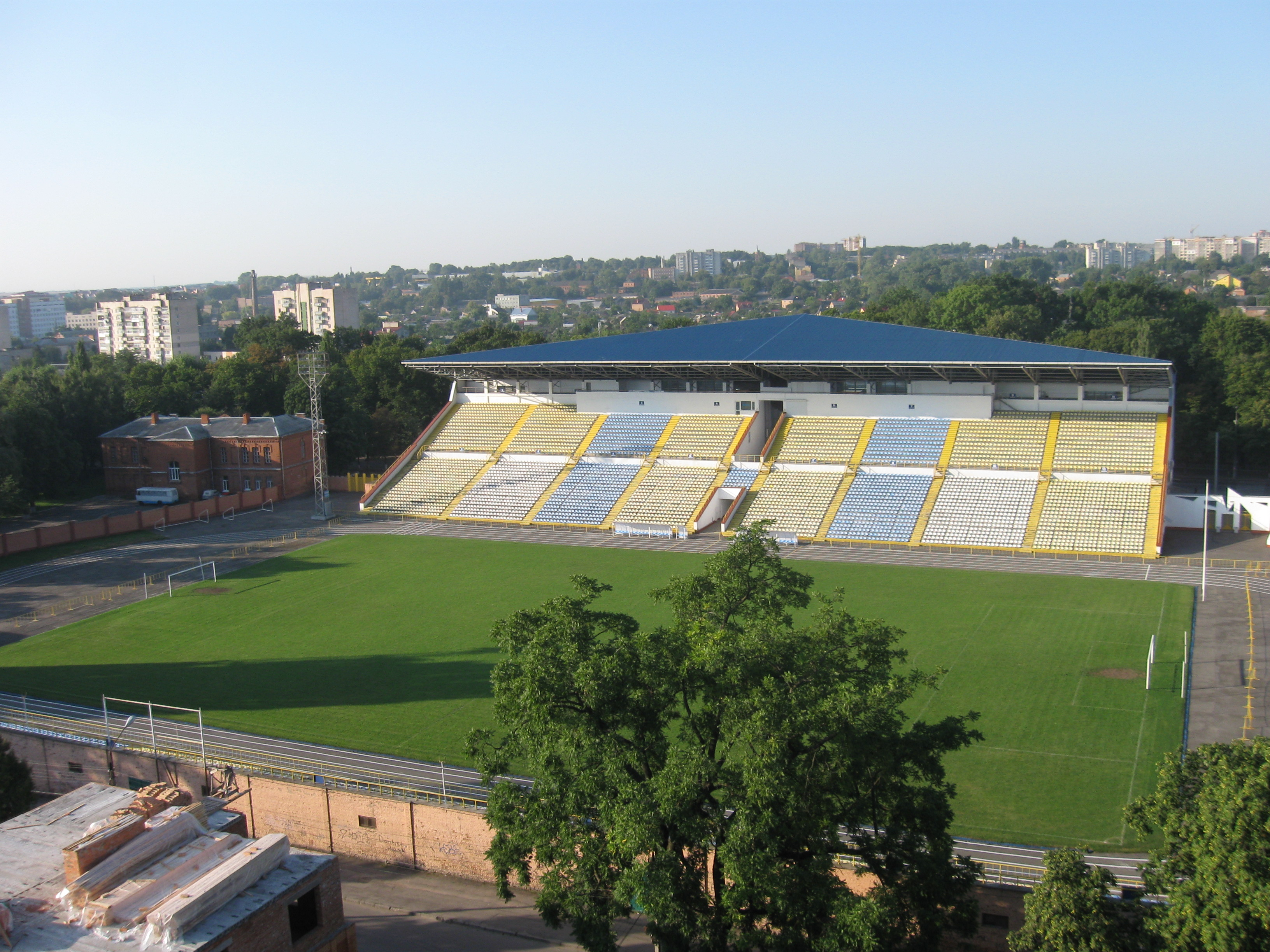
městský Stadión

Ve městě působí různé fotbalové kluby z nichž nejznámější je FC Podillya Khmelnytskyi, který hraje 3. nejvyšší ligu.

#### Fotbalové stadióny
- Stadion Podillya FC Podillya Khmelnytskyi
- Stadion CYSS № 1 (Petrel)
- Stadion Lokomotiva
- 6 fotbalových hřišť s různým povrchem

### Ostatní sporty
- Zimní stadion
- Americký fotbal – tým Khmelnytsky Gladiators
- Futsalový tým Sportlider (hraje extraligu Ukrajiny)